# نیروگاه‌های آبی
نیروگاه‌های آبی کتابی از مجید عباس‌پور است که در سال ۱۳۶۶ منتشر و در مراسم کتاب سال جمهوری اسلامی ایران به‌عنوان کتاب شایسته تقدیر معرفی شد.